# 千岛湖事件
千島湖事件，指1994年3月31日觀光船「海瑞号」在中华人民共和国浙江省杭州市淳安县千島湖發生的重大命案，淳安县公安局定性為「特大搶劫縱火殺人案」。24名台灣觀光客、8名大陆船员和導遊在船上遭到搶劫和燒死。犯人為淳安县人余爱军和胡志瀚，和相鄰的建德市人吴黎宏，三人當時的年紀約為22到23歲。同年，三人被杭州市中级人民法院定罪抢劫罪和故意杀人罪，三人判处死刑。
由於遇難者主要是台灣游客，刑案成为政治事件。中華民國政府及媒体认为大陆公安刻意將「縱火劫殺」淡化為「火災意外」以及不滿浙江當局的採訪安排和偵案溝通。浙江公安機關则认为在刑事调查期间不应详细透露案情，仍按原有惯例发布消息。
此案在台灣引发轰动，強烈衝擊兩岸關係。案发當年赴大陸人數降低了将近四成，台商對大陸的投資金額减少了七成。根据中華民國官方民意調查，案發後仅認同自己是中國人的比例，未再超過仅認同自己是台灣人的比例。

## 案件過程
劫匪吴黎宏以打猎为名，向淳安纤维板厂工人方德义及淳安蚕丝绸公司驾驶员借来单管猎枪两支、猎枪弹14发，向淳安保安公司购得猎枪弹20发。吴黎宏、胡志瀚以建造民宅为由向淳安保安公司购买炸药6千克、雷管10枚、导火索2米，并向铁匠购买斧头一把。吴黎宏、胡志瀚、余爱军三人还另行购买了匕首。
1994年3月31日13时，台湾长风旅行社组织、福建省青年旅行社地接的台湾旅游团24人按既定旅程乘坐「海瑞號」游船前往浙江千岛湖。下午，淳安县经贸公司所属游船「海瑞號」在安徽省歙縣深渡鎮起程，沿新安江，往浙江省淳安縣千島湖邊上的毛竹園駛去，原定3月31日晚間返航。
3月31日16时，吴、胡、余三人乘上吴黎宏提供的快艇前往千岛湖水域，寻找作案地，发现猴岛、阿慈岛之间的水域人迹罕至。17时30分，「海瑞號」经过猴岛附近时，吴黎宏、胡志瀚、余爱军三名蒙面劫匪驾驶快艇追随。快艇于18时30分在千岛湖阿慈岛附近水域靠上「海瑞號」游船，劫匪胡志瀚持枪登上游船，冲入中舱、上舱，挟持舱内游客。劫匪吴黎宏、余爱军对空开枪，将船员和导游关进船底。在抢劫5000美元、15万余元新台币、3000余元人民币以及部分首饰、照相机、攝影机后，劫匪将「海瑞號」开往预定沉船水域黄泥岭深水区。劫匪离开游船前，在船内倾倒整桶汽油，纵火焚烧游船。

### 搜索与救援
3月31日晚，淳安县经贸公司所属游船「黄山號」在抵达淳安毛竹園港后，发现同期出发的「海瑞號」久未抵达，「黄山號」遂返航寻找。4月1日上午8时05分，有民众在黄泥岭深水区湖岸发现湖上一艘游船正在起火燃烧，拨打119向淳安县消防大队报警。8时15分，有民眾拨打110向淳安县公安局报警。淳安县公安消防大队其后前往灭火救援，10分钟后，火灾扑灭。
由于救援期間在游船甲板及客舱未发现遇难者，中共浙江省委、浙江省人民政府要求迅速查找船上失踪人员。为此，淳安县出动20余艘船艇、四千余人，对案发水域及附近40多公里的水面、山湾、岛屿进行搜寻，并透过有线广播要求湖区群众提供线索。中国人民解放军空军驻浙部队出动了飞机、潜水员、使用了水下探测仪进行寻找救援工作，中国人民解放军海军东海舰队也派人参加搜寻救援。

## 刑事调查
4月1日下午1时，公安警察及消防员开始进入船内勘察现场。
4月1日下午4时，当“海瑞”号大火扑灭降温后，淳安县公安局刑事侦查支队支队长刘勇健下底舱勘查，发现有遇难者遗体。经排水清点，发现32名船上人员遗体都在底舱。
4月1日晚23时，杭州市公安局法医室主任丁宏赶赴现场，带领其他3名干警进入海瑞号底舱勘察遇难者遗体，连续工作至次日凌晨4时。
4月2日，浙江省杭州市公安局抽调14名法醫对所有遗体进行检验。法医尸检结论为：遇难者进入底舱前并未死亡，死亡係因窒息烧烤而致。消防专家确认底舱入口处为起火点，有汽油助燃。船舶专家排除了因船及设备潜在缺陷引起火灾的可能性。痕迹专家经勘验发现，出入底舱的铁梯缺失，起火中心留有一只汽油桶，底舱口上方钢板上有猎枪霰弹击发所致的圆形状凹陷，底舱油柜有爆炸痕迹。刑侦专家分析认为，船上人员极可能受暴力胁迫进入底舱，尔后被焚致死。公安机关确定，此案件是一起有预谋、有准备的大型图财害命案，并正式立案侦查。
4月2日16时，法医清点出所有遇害者的遗体，共32具。淳安县公安局在淳安航运公司船厂内设置临时灵堂，安放遇难者遗体。
4月6日，案件侦破过程中，淳安县37个乡镇和县级机关共出动4,047名干部群众投入调查工作，出动车辆、船只396辆（艘）次，对全县573平方公里水面航行过的6,000多艘各类船只一一过滤，访谈近10万人次，获得群众提供的有价值线索165条。
4月6日，大陆方面表示，由于遇难者32具遗体经过火蚀，又在灭火过程中经历水浸，且淳安县没有足够的冷冻设备，32具遗体只能使用冰块降温保护，经过一周后已严重腐烂，不得已安排在就近的桐庐县殡仪馆火化。而浙江方面拒絕死者家屬檢視遺體和查看驗屍報告的要求，更擅自將死者遺體在另一個縣火化，令死者家屬強烈不滿。
4月12日，警方发现吴黎宏、余爱军有重大作案嫌疑。

## 刑事公诉与审判
4月15日，三名犯罪嫌疑人被傳訊。
4月17日，浙江省公安厅宣布此特大搶劫縱火殺人案破案，逮捕了三名嫌犯。
6月3日，杭州市人民检察院提起公訴。
6月10日，浙江省杭州市中级人民法院对该案开庭一審，台湾《中国时报》、《联合报》、中央通讯社获邀旁听庭审。6月12日，浙江省杭州市中级人民法院宣佈判決結果，三名犯罪嫌疑人吳黎宏、胡志瀚、余愛軍均以搶劫罪、故意杀人罪罪名被判處死刑，剝奪政治權利終身。
6月19日，三名罪犯被執行槍決。

## 反应

### 中国大陆方面反应
在案侦破期间，国务院秘书长罗干专门指示要迅速查明起火原因，处理好善后工作。国务院总理李鹏发表了要严惩凶嫌的言論，并指示中共浙江省委等有关單位全力做好善后工作，尽快查明事件真相。浙江省副省长刘锡荣在专程看望和慰问遇难台胞亲属时强调：“我们都是炎黄子孙，台胞的痛苦就是我们的痛苦，台胞的安慰也是我们的安慰。请转达我们对你们的岛内亲友的问候。」。
4月5日，台籍罹難者家屬要求運屍回台，並登上海瑞號檢視船身，全遭峻拒，中国政府表示，屍體應就地火化。時任浙江省副省長劉錫榮前去「安慰」家屬，憤而中途退會，並稱：「沒辦法再和你們這些家屬談下去了」。
4月6日，浙江省人民政府延請杭州靈隱寺住持繼雲法師做超度法事。而當地罹難者骨灰由其本地家屬安葬；台灣的罹難者骨灰則由家屬帶回台灣。
4月12日，大陸海協會常務副會長唐樹備在北京會見了台灣海基會副秘書長石齊平，表示此乃一「火災事件」，並且強調大陸方面會全力做好善後工作。
4月18日，时任国务院总理李鵬發表談話，對案件進行了說明。

### 台灣方面反应
4月4日，50多名死者家屬抵達杭州淳安縣，台灣的海峽交流基金會（海基會）要求中華人民共和國政府協助死者家屬到事發現場勘查，但被中國大陸的海峽兩岸關係協會（海協會）拒絕。
4月9日，時任中華民國總統李登輝因此案而指責中共政權「像土匪一樣害死我們那麼多同胞」。李登輝總統並指出，之所以斥責中共政權為「土匪」，就是指其「不講道理」。「中共開始時以一種逃避的態度來面對，這種方式是不對的，不但不負責任也對不起人民」，處理事件的行徑「像土匪一樣」。「這樣的政府，老百姓早該不要了！」，並指「任何政權都應深切體認『主權在民』的精義，否則必將被覺醒的人民唾棄」。
台灣對4月12日海協會說明十分無法理解，認為當地政府處理此事時首先封鎖消息然後固執己見，因而回應相當強烈。中華民國與中華人民共和國的非正式外交關係，亦因此由改革開放後的緩和期轉為急遽惡化，兩岸關係跌至冰點。中華民國政府隨後取消所有針對中國的開放政策，行政院大陸委員會於12日宣佈即日起暫時停止兩岸文教交流活動、自5月1日起禁止人民赴中旅遊。中華民國經濟部停止審核批示赴大陸的投資案、中華民國教育部下令停止台灣和大陸之間的文教交流，旅行業也自發抵制對中國的旅遊案。至此，兩岸之間所有和平交流幾乎全部暫停
。
台灣民間輿論懷疑中方可能有軍人涉案，證據為21日大陸方面宣佈的嫌犯之一是退伍軍人，作案時身著無銜軍裝，及另一嫌犯的哥哥是武警，被质疑涉嫌包庇嫌犯。
5月8日，海基會派遣代表組團前往現場瞭解案情。海基会副秘书长許惠祐带領6位鉴识、刑侦专家和法医、律师以及7位罹难者家属抵达杭州。但仍有臺籍罹難者遺屬質疑，僅三位人犯便能制服32人造成死亡慘劇。
6月10日，由浙江省杭州市中级人民法院开庭，進行千島湖事件一審。在審理期間，海協會多次邀請海基會派員出席旁聽審理，終審前8日仍然再次聯絡台灣海基會人員，但未獲積極回應，台灣罹難者家屬也無人願意出庭旁聽審訊過程。

## 影響和評價

### 台灣方面
千島湖事件對當時的兩岸關係造成重大影響，台湾媒体对千岛湖事件予以极大关注，台湾媒体認為，在之後案件偵辦的過程中，當地公安機關沒有及時對外界公佈案情進程，當地政府還封鎖消息且控制新聞報導、對此事件進行隱瞞；並有台灣辦案專員指出，案發現場的部分跡象顯示有被二次加工及破壞的情形。
曾任政治大學廣播電視系系主任潘家慶认为，浙江省有关部门对该事件的不公开操作，理解为在未抓获犯罪嫌疑人之前公布案情不利于破获案件，与台湾媒体对刑案报道态度不同，正是两岸新闻观念的差距，导致了事态的扩大。
根據台灣媒體調查顯示，以案件發生時間1994年3月31日為界，在之前2月底進行的民意測驗，與4月底同樣的民調比較，認為「自己是台灣人」由29.1%增加為36.9%；認為「自己是中國人」由24.2%減少為12.7%；認為「自己既是台灣人又是中國人」43.2%升為45.4%；其餘不知道或拒答的則兩次相距不足2%。「支持獨立」由12.3%增加為15.5%；「支持統一」由27.5%減少為17.3%；「維持現狀」由44.5%增為54.5%；其餘不知道或拒答的則兩次相距不足3%。「台灣」與「獨立」的認同與支持度升高，「中國」與「統一」的認同與支持度降低，而「維持現狀」一枝獨秀，此趨勢此後未曾改變。
《聯合報》1994年4月中的民調亦指，台灣贊成與非常贊成台灣獨立的民眾大幅升至42%。此一民調結果顯示千島湖事件之後，台灣民眾對中国大陆的疑惑與不滿，雙方的交流一時之間也有冷卻的現象。

### 中國大陸方面
《人民日报》在结案后发表的案情文章中认为：“由于长期隔阂和社会制度的差异，在看待一些问题的观念和处理方式上存有差异，因观念和处理方式的不同引起的误解也肯定会存在。”“台湾当局的某些人以及少数台独分子，在千岛湖事件真相已经大白、案犯已经伏法的今天，还在胡说什么这还是一件‘悬案’。看来，极少数人还想利用这个不幸的事件来阻挠和破坏两岸关系。但是，这终究是徒劳的。千岛湖事件是偶发的，产生的消极影响是暂时的，两岸关系的日益密切则是必然的，这是大势所趋。历史终将证明这一点。”
中国大陆民主党派民革中央刊文指，与由台湾军警挑起的“闽平渔事件”相比，“千岛湖事件”是一起纯粹的刑事案件，认为罪犯是社会不法份子，是一伙损人利己、不务正业，从而铤而走险的歹徒，其作案的目的纯粹是为了贪图钱财。

## 影视改编
1994年由周潤發主演的《賭神系列》香港電影的續集《賭神2》，故事初段的情節影射了千島湖事件（電影中稱為「千賭湖」，「賭」和「岛」二字在粤语同音）。
2021年由楊烈主演的《国际桥牌社系列》的第二季《国际桥牌社2》，故事初段的情節百泽湖事件影射千島湖事件。

### 引用
1. 1 2  草根. . 大紀元時報轉載博訊. 2005-03-28  [2006-09-02]. （原始内容存档于2007-09-29）.
2. 1 2 3 4 5 6 7 8 9 10 11 12  梓樵. . 观察与思考. 2000年第07期.
3. ↑  . 人民网轉載人民日報. 1994  [2012-05-08]. （原始内容存档于2012-01-03）.
4. ↑  马光武; 严格. . 杭州日报 (杭州日报报业集团). 2010-09-07. （原始内容存档于2019-07-09） （中文（简体））. 第一是指责大陆方面信息不透明，禁止台湾记者采访。客观地说，我们那时在处理这种突发事件和披露信息方面没有经验。我们还是按照大陆的惯例发布消息，没有全面及时地报道，反让海外媒体尤其是港台媒体“先入为主”，连篇累牍地歪曲报道。13名负有特殊任务的台湾记者，在家属入驻的宾馆楼上安装了一台红外线摄像机。我们这里发生的事，台湾第二天就播出来了。这也是时代决定的，我们不能按照现在社会的发展水平来要求16年前的处理方式。第二是怀疑我们公布的案情有假，怀疑我们大陆军警杀害了台湾游客。3个人杀了32个人，我后来也曾经仔细看过案情，我只能说是人性的复杂。当歹徒控制住台湾游客时，游客大多报以破财免灾的想法，所以在枪口之下就没有反抗，而船上的船员，有的甚至就认出歹徒是当地人，天真地想总不会为难乡亲。但一旦32个人被驱赶进入底舱，就回天乏术了。其中一个歹徒有过劫财留命的想法，但为首的歹徒坚决要斩草除根。人性的凶残可见一斑。
5. ↑  張元祥. . 遠見雜誌 (第214期). 2004年4月  [2016-04-21]. （原始内容存档于2020-07-17）.
6. ↑  林義鈞. . 秀威出版. 1 October 2005: 76. ISBN 978-986-7263-77-3.
7. ↑  .   [2015-06-23]. （原始内容存档于2015-06-23）.
8. 1 2 3 4 5 6  为友. . 侨园 (北京). 1994, (4): 16–19 （中文（中国大陆））.
9. 1 2 3 4  .   [2012-10-10]. （原始内容存档于2016-09-10）.
10. ↑  .   [2012-06-14]. （原始内容存档于2013-10-15）.
11. ↑  .   [2022-10-30]. （原始内容存档于2022-12-03）.
12. ↑  .   [2022-10-30]. （原始内容存档于2022-10-30）.
13. ↑  戰後臺灣歷史年表 1994年4月9日 （页面存档备份，存于）, 中央研究院主題計劃·臺灣研究網路化
14. ↑  殷德惠, 語言與權力：李登輝與民粹主義之研究 （页面存档备份，存于）, 國立政治大學新聞研究所碩士論文 （页面存档备份，存于）, 2003, 頁124
15. ↑  總統今天接見美國愛達荷州州長安卓思, 中華民國總統府, 1994-5-31
16. ↑  國民黨的「大陸政策」從來是消極而且模糊 （页面存档备份，存于）, 民主進步黨, 1994-5-30
17. 1 2  陈玲. . 民革中央. 中国国民党革命委员会中央委员会. 2008-10-23  [2012-06-14]. （原始内容存档于2013-10-15）.
18. ↑  . 中国网络电视台. （原始内容存档于2014-10-19）.

## 外部連結
- 關於「千島湖事件」若干內情的資訊來源 - 華澳人語 （繁體中文）
- 千岛湖事件人民网 （页面存档备份，存于） - 人民网 （简体中文）
- 千島湖事件說明 （页面存档备份，存于）
- 蘋果日報相關報導 （页面存档备份，存于）